# Jongieux
Jongieux és un municipi francès situat al departament de la Savoia i a la regió d'Alvèrnia-Roine-Alps. L'any 2007 tenia 300 habitants.

## Demografia

### Població
El 2007 la població de fet de Jongieux era de 300 persones. Hi havia 109 famílies de les quals 24 eren unipersonals (12 homes vivint sols i 12 dones vivint soles), 23 parelles sense fills, 54 parelles amb fills i 8 famílies monoparentals amb fills.
La població ha evolucionat segons el següent gràfic:
Habitants censats

### Habitatges
El 2007 hi havia 139 habitatges, 110 eren l'habitatge principal de la família, 19 eren segones residències i 10 estaven desocupats. 129 eren cases i 9 eren apartaments. Dels 110 habitatges principals, 95 estaven ocupats pels seus propietaris, 11 estaven llogats i ocupats pels llogaters i 4 estaven cedits a títol gratuït; 2 tenien una cambra, 1 en tenia dues, 14 en tenien tres, 29 en tenien quatre i 64 en tenien cinc o més. 91 habitatges disposaven pel capbaix d'una plaça de pàrquing. A 47 habitatges hi havia un automòbil i a 59 n'hi havia dos o més.

### Piràmide de població
La piràmide de població per edats i sexe el 2009 era:
| Homes | Edats   | Dones |
| ----- | ------- | ----- |
| 0     | 95 o +  | 0     |
| 0     | 90 a 94 | 0     |
| 0     | 85 a 89 | 0     |
| 0     | 80 a 84 | 4     |
| 4     | 75 a 79 | 0     |
| 4     | 70 a 74 | 0     |
| 8     | 65 a 69 | 12    |
| 8     | 60 a 64 | 12    |
| 8     | 55 a 59 | 8     |
| 4     | 50 a 54 | 0     |
| 4     | 45 a 49 | 0     |
| 8     | 40 a 44 | 8     |
| 4     | 35 a 39 | 4     |
| 16    | 30 a 34 | 20    |
| 16    | 25 a 29 | 12    |
| 0     | 20 a 24 | 4     |
| 8     | 15 a 19 | 0     |
| 0     | 10 a 14 | 4     |
| 4     | 5 a 9   | 12    |
| 12    | 0 a 4   | 12    |

## Economia
El 2007 la població en edat de treballar era de 183 persones, 153 eren actives i 30 eren inactives. De les 153 persones actives 147 estaven ocupades (84 homes i 63 dones) i 6 estaven aturades (6 dones i 6 dones). De les 30 persones inactives 12 estaven jubilades, 11 estaven estudiant i 7 estaven classificades com a «altres inactius».

### Ingressos
El 2009 a Jongieux hi havia 119 unitats fiscals que integraven 329,5 persones, la mediana anual d'ingressos fiscals per persona era de 21.760 €.

### Activitats econòmiques
Dels 12 establiments que hi havia el 2007, 1 era d'una empresa alimentària, 1 d'una empresa de fabricació d'altres productes industrials, 4 d'empreses de construcció, 1 d'una empresa d'hostatgeria i restauració, 1 d'una empresa financera, 1 d'una empresa immobiliària i 3 d'empreses de serveis.
Dels 6 establiments de servei als particulars que hi havia el 2009, 2 eren guixaires pintors, 1 fusteria, 1 lampisteria, 1 restaurant i 1 agència immobiliària.
L'any 2000 a Jongieux hi havia 22 explotacions agrícoles que ocupaven un total de 408 hectàrees.

## Equipaments sanitaris i escolars
El 2009 hi havia una escola elemental integrada dins d'un grup escolar amb les comunes properes formant una escola dispersa.

## Poblacions més properes
El següent diagrama mostra les poblacions més properes.